# Secret Agent Man
Secret Agent Man est une série télévisée américaine en douze épisodes de 42 minutes, créée par Barry Josephson, Richard Regen et Barry Sonnenfeld et diffusée entre le 7 mars et le 28 juillet 2000 sur le réseau UPN.
En France, la série a été diffusée à partir du 20 octobre 2001 sur M6. Elle reste inédite dans les autres pays francophones.

## Synopsis
L'agent Monk n'hésite pas à user de son charme pour réussir ses missions d'agent secret aux côtés d'une équipe de choc composée des agents Holiday, Davis ou encore Robeck.

## Distribution

### Acteurs principaux
- Costas Mandylor (VF : Christian Visine) : Monk
- Dina Meyer (VF : Laura Blanc) : Holiday
- Dondré Whitfield (en) (VF : David Kruger) : Davis
- Paul Guilfoyle (VF : Michel Modo) : Roan Brubeck

### Invités
- Musetta Vander : Prima
- Grace Park : Louann
- John de Lancie : Marshall Gilder
- Diane Farr : Trish Fiore
- Ivana Miličević : Laura Tupolev
- Lola Glaudini : Helga Devereaux
- Salli Richardson-Whitfield : Rachel
- Alexondra Lee : Nurse 613
- Wade Williams : Greg

 Source et légende : version française (VF) sur RS Doublage

## Épisodes
1. Bons Baisers de Prima (From Prima with Love)
2. Retour à l'école (Back to School)
3. Shiva (WhupSumAss)
4. Tel père, tel fils (Like Father, Like Monk)
5. La Guerrière (Supernaked)
6. Une journée bien ordinaire (The Elders)
7. Un nouveau monde (The Face)
8. Echo 7 (Sleepers)
9. Le Chien des enfers (Uncle S.A.M.)
10. Les Anciens (Fail-Safe)
11. Quinze secondes de sursis (TKO Henry)
12. Une journée bien ordinaire (The Breach)